# Ойфн припечек
«Ойфн припечек» (реже «Афн припечек»; идиш אויפן פּריפּעטשעק‎ — «На припечке», «Огонёк в печи») — песня на идише М. М. Варшавского (1848—1907) о меламеде, обучающем своих юных учеников алфавиту. К концу XIX века это была одна из самых популярных песен евреев Центральной и Восточной Европы, и как таковая является основным музыкальным воспоминанием о Европе до Холокоста. Песню до сих пор поют в еврейских детских садах и школах.
Четвёртая строфа вносит в песню трагический элемент: «Когда же, дети, состаритесь / Вы поймёте / Сколько слез в этих письмах / И сколько плача». «История евреев написана слезами».

## Текст
Лирика на идише

Ойфн припичек брэнт а файерл

Ун ин штуб из hэйс

Ун дэр рэбэ лэрнт клейнэ киндэрлэх

Дэм алэф—бэйс

Ун дэр рэбэ лэрнт клэйнэ киндэрлэх

Дэм алэф — бэйс

Лэрнт киндэрлэх, гэдэйнкт че тайерэ

Вос ир лэрнт до.

Зогт че нох а мол, ун такэенох а мол

Комэц—алэф — о!

Зогт че нох а мол, ун таке нох а мол

Комэц—алэф — о!

Аз ир вэт киндэрлэх элтэр вэрн

Вэт ир алэйн фарштеэйн,

Вифл ин ди ойсиес лигн трэрн,

Ун вифл гэвэйн.

Вифл ин ди ойсиес лигн трэрн,

Ун вифл гэвэйн.

Лэрнт че киндэрлэх мит гройс хэйшэк

Азой зог их айх он.

Вэр с’вэт бэсэр фун айх кенэн лэрнэн

Дэр бакумт а фон.

Вэр с’вэт бэсэр фун айх кенэн лэрнэн

Дэр бакумт а фон.

Ойфн припичек брэнт а файерл

Ун ин штуб из hэйс

Ун дэр рэбэ лэрнт клэйнэ киндэрлэх

Дэм алэф—бэйс

Ун дэр рэбэ лэрнт клэйнэ киндэрлэх

Дэм алэф — бэйс
Один из переводов (Наум Сагаловский)

Жарко в комнате, печка топится,

огонёк горит.

Старый ребе учит малых деточек -

это алфавит.

Старый ребе учит малых деточек -

это алфавит.

Будет помниться вам, детки милые,

что важней всего,

скажем ещё раз, а после ещё раз:

«Комэц-алэф-о!»

Скажем ещё раз, а после ещё раз:

«Комэц-алэф-о!»

Вам бы, деточкам, игры впору,

но алфавит нужней.

Счастлив тот еврей, кто знает Тору,

всё богатство в ней.

Счастлив тот еврей, кто знает Тору,

всё богатство в ней.

Повторяйте всё со старанием

моим словам вдогон.

Тот, кто раньше всех освоит хибру,

будет награждён.

Тот, кто раньше всех освоит хибру,

будет награждён.

Вам станет ясно из алфавита,

где буквы вкривь и вкось,

сколько горьких слёз в тех буквах скрыто,

сколько пролилось.

Сколько горьких слёз в тех буквах скрыто,

сколько пролилось.

И где судьба бы вас ни носила,

пусть и горек путь,

в буквах, деточки, добро и сила,

нашей жизни суть.

В буквах, деточки, добро и сила,

нашей жизни суть.
Слова на идише

אויפן פריפעטשיק ברענט א פייערל

און אין שטוב איז הייס,

און דער רבי לערנט קליינע קינדערלעך

דעם אלף־בית.

רעפריין:

זעט זשע, קינדערלעך, געדענקט זשע טייערע,

וואס איר לערנט דא;

זאגט זשע נאך א מאל, און טאקע נאך א מאל:

קמץ־אלף: אָ!

לערנט, קינדער, מיט גרויס חשק,

אזוי זאג איך אייך אן;

ווער ס'וועט גיכער פון אייך קענען עברי,

דער באקומט א פאן.

לערנט, קינדער, האט נישט מורא,

יעדער אנהייב איז שווער;

גליקלעך איז דער ייד לערנט תורה,

וואס דארפן מיר נאך מער?

ווען איר וועט, קינדער, עלטער ווערן,

וועט איר אליין פארשטיין,

וויפל אין די אותיות ליגן טרערן

און וויפל געוויין…

אז איר וועט, קינדער, דעם גלות שלעפן,

אויסגעמוטשעט זיין,

זאלט איר פון די אותיות כוח שעפן,

קוקט אין זיי אריין.

## Холокост
В Каунасском гетто поэт Авром Аксельрод написал песню на мелодию «Ойфн припечек», известную под названиями «Байм гето тойерл» («У ворот гетто», первая строка) и «Fun der arbet» («Вернулся с работы»). Песня о контрабанде (еды, дров, денег) в гетто. Выживание гетто зависело от этой контрабанды. Песня была опубликована в Lider fun di Getos un Lagern (Песни гетто и концлагерей) Шмерке Качергинский в 1948 году. В Мемориальном музее Холокоста США и в коллекциях Яд Вашем хранится запись песни 1946 года, сделанная неизвестным лицом в баварском лагере для перемещенных лиц.
Первые 3 строки на идише:
בײַם געטאָ טױרערל ברענט אַ פֿײַערל, די קאָנטראָל איז גרױס
Запись также доступна на компакт-диске Ghetto Tango: Wartime Yiddish Theater, трек 10, «Fun Der Arbet», в исполнении Эдриенн Купер, фортепиано и аранжировка Залмена Млотека.

## В фильмах
- Следующая остановка — Гринвич-Виллидж;
- Билли Батгейт;
- Список Шиндлера;
- Братья и сёстры (телесериал) сезон 1, серия 10, «Зажги огни» (2006);
- Маленький домик в прериях (телесериал) (1979) в сезоне 5, эпизоде 15, «Ремесленник», в нескольких сценах с Исааком Зингерманом, еврейским мастером-плотником, который дружит с Альбертом, и (1981) в сезоне 7, эпизодом 13, «Давайте рассуждать», в сцене, где родители Персиваля впервые приезжают в Уолнат-Гроув, чтобы встретиться с Нелли и её родителями. Воспроизводится в фоновом режиме;
- Машина 54, где вы? (1962) в сезоне 2, эпизоде 6, «Занятость 1 августа».